# 班吉-姆波科国际机场
班吉-姆波科国际机场（法語：Aéroport international Bangui-M'Poko）是中非共和国首都班吉的国际机场，是该国最大的机场。